# فوز بالانسحاب

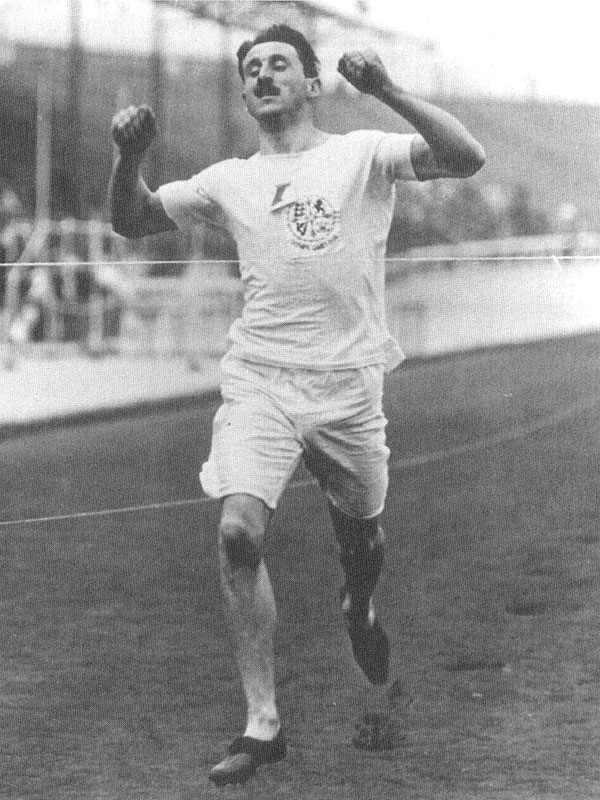
ويندهام هالسويل في نهائي سباق 400 متر في دورة الألعاب الأولمبية الصيفية لعام 1908 في لندن. أدار هالسويل السباق بمفرده، في الجولة الوحيدة في تاريخ الألعاب الأولمبية. تم استبعاد الأمريكي جون كاربنتر، ورفض مواطناه الأمريكيان جون باكستر تايلور وويليام روبينز الترشح احتجاجًا.

الفوز بالانسحاب أو المرشح الأوحد في الإنتخابات هو المرشح الذي يحصد انتصارا سهلا في الانتخابات لانعدام المنافسة فيها. وعادة ما تحصل هذه الحالة إذا انعدم وجود الراغبين في ترشيح أنفسهم للانتخابات أو إما لإن بقية المرشحين استبعدوا منها لعدم أهليتهم للمنصب أو بسبب إيقاع عقوبة ما عليهم. ويتداول هذا التعبير أيضا في الرياضة حينما يكون المرشح الأوفر حظا في طريق سهل ومعبد لحصد اللقب دون أدنى منافسة من بقية الفرق.